# Parteitag der CDU Deutschlands 2022 (September)
Der 35. Parteitag der Christlich Demokratischen Union Deutschlands fand am 9. und 10. September 2022 auf dem Messegelände Hannover statt, zum ersten Mal seit 2019 in Präsenz von Delegierten. Wichtige Programmpunkte waren Satzungsänderungen und Programmdiskussionen zum neuen Grundsatzprogramm der CDU.

## Themen

### Satzungsänderungen und Diskussion um die Frauenquote

Die bisherige Struktur der CDU steht auf dem Prüfstand

Auf dem Bundesparteitag wurden Satzungsänderungen vorgenommen. Im Vorfeld kritisch diskutiert wurde in dem Zusammenhang die Einführung einer paritätischen Frauenquote in der CDU. Der von CDU-Chef Friedrich Merz ausgehandelte „Kompromiss“ sah vor, bis 2025 eine Quote von 50 Prozent einzuführen, befristet auf fünf Jahre bis 2029. Danach soll die Wirksamkeit der Quote „evaluiert“ werden. Ob für den Vorschlag allerdings die erforderliche Mehrheit zustande kommt, galt als fraglich. Die Vertreter der Mittelstandsunion gelten als Partei-interne Kritiker starrer Quoten. Eine Gruppe von weiblichen Mitgliedern der Jungen Union, des RCDS und der Frauen-Union hat indes beantragt, „jedwede Quoten“ in der CDU für die Zukunft auszuschließen. Das notwendige Quorum von über 500 Unterschriften von Parteimitgliedern für einen Mitgliederantrag wurde innerhalb eines Tages erreicht.
Am ersten Tag wurde vom Parteitag die Einführung einer abgestuften Frauenquote beschlossen. Diese soll befristet bis 2029 gelten. Die Delegierten votierten mit 559 Stimmen gegen 409 Stimmen für einen Kompromissvorschlag des Bundesvorstands. Ab dem kommenden Jahr müssen damit bei Vorständen ab der Kreisebene ein Drittel der Posten mit Frauen besetzt werden, ab 2024 sind es 40 Prozent und ab Mitte 2025 dann 50 Prozent. In der Debatte äußerten sich 36 Redner, darunter sechs Männer. Viele junge Frauen hatten sich gegen eine Quotenregelung ausgesprochen und bezeichneten sie als Symbolpolitik. Die Vereinbarkeit von Familie und ihrem politischen Engagement sei problematisch, nicht der Einstieg in die Politik an sich. Es dürfe keine erzwungene Umverteilung von Ämtern und eine Gruppe in der Partei über eine andere gestellt werden. Zu den Befürwortern zählten die Ministerpräsidenten Hendrik Wüst (Nordrhein-Westfalen), Daniel Günther (Schleswig-Holstein) und die frühere Parteichefin Annegret Kramp-Karrenbauer. Ihren Meinungen nach würde die Quote Frauen mehr Chancen ermöglichen und gemischte Teams seien kreativer und erfolgreicher.

### Grundsatzprogramm
Der CDU-Bundesvorstand hatte angekündigt, im Rahmen des Parteitages auch erste Entscheidungen zum neuen Grundsatzprogramm der CDU zu treffen. Das Grundsatzprogramm soll bis zur Europawahl 2024 verabschiedet werden. Auf dem Parteitag wurde eine Grundwertecharta beschlossen, die unter anderem das Selbstverständnis der CDU als „Volkspartei der Mitte“ und das Bekenntnis zu christlich-sozialer, liberaler sowie konservativer Politik formuliert. Darüber hinaus wurde im Frühjahr 2023 eine Mitgliederbefragung zum neuen Grundsatzprogramm durchgeführt.

## Personalien
Für die Bundestagsabgeordnete Christina Stumpp (CDU Baden-Württemberg) wurde das Amt einer Stellvertretenden Generalsekretärin geschaffen. Sie soll sich insbesondere mit der Kommunalpolitik der CDU befassen. Dazu bedurfte es ebenfalls einer Satzungsänderung.